# 贾利勒·马马德古鲁扎德

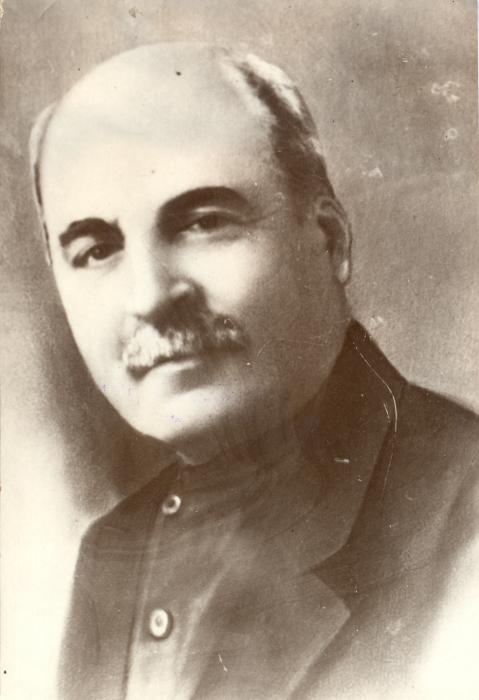
贾利勒·马马德古鲁扎德

贾利勒·马马德古鲁扎德（1869年2月22日–1932年1月4日），是阿塞拜疆作家，他是杂志穆拉·纳斯拉丁的创始人。贾利勒·马马德古鲁扎德也是一位妇女权利活动家，并在阿塞拜疆创办了第一本妇女杂志。 他的妻子也是一位女性主義活動家。